# Vermiliopsis labiata
Vermiliopsis labiata är en ringmaskart som först beskrevs av O.G. Costa 1861.  Vermiliopsis labiata ingår i släktet Vermiliopsis och familjen Serpulidae. Inga underarter finns listade i Catalogue of Life.